# Fondation Wolf
La Fondation Wolf fut créée en 1975 par Ricardo Wolf, un inventeur d'origine allemande et ancien ambassadeur de Cuba auprès d'Israël.

## Ricardo Wolf
Le Dr Ricardo Wolf, fondateur de la Fondation Wolf, était inventeur, philanthrope, diplomate et ancien ambassadeur de Cuba en Israël. Pendant plusieurs années, il travailla au développement d'un procédé permettant de récupérer du fer à partir des résidus de fusion. Il réussit finalement, et son invention fut utilisée dans les usines d'acier partout dans le monde, lui apportant de considérables richesses. Il créa la Fondation Wolf en 1975.

## Description
La Fondation commença son activité en 1976, avec un fonds initial de dix millions de dollars offerts par la famille Wolf. Les principaux donateurs étaient Ricardo Wolf et sa femme Francisca. Les revenus annuels des investissements permettent de financer les prix, les bourses d'études et les frais de la Fondation.
Elle possède un statut d'organisation privée à but non lucratif en Israël et est par conséquent exonérée d'impôts. Les objectifs de la Fondation ainsi que les détails et procédures de l'attribution des prix sont consignés dans la « Loi de la Fondation Wolf - 1975 ». Un contrôleur de l'État d'Israël supervise toutes les activités de la Fondation. Conformément à la loi mentionnée ci-dessus, le ministre de l'Éducation et de la Culture exerce le rôle de président du Conseil.
Les membres de l'administration, les membres du Conseil et du Comité, les jurys des prix et les auditeurs internes exercent leur fonction sur la base du volontariat.

## Buts
Les buts de la Fondation Wolf sont :
1. Décerner des prix à d'éminents scientifiques et artistes pour leurs travaux dans l'intérêt de l'humanité et des relations amicales entre les peuples. Les prix sont décernés sans considération pour la nationalité, origines, couleur, religion, sexe ou opinions politiques.
2. Décerner des bourses d'études aux étudiants pré-doctoraux ou doctorant, et des subventions à des scientifiques engagés dans des institutions de recherche dans l'enseignement supérieur israélien.

## Prix Wolf
Les prix Wolf sont décernés par la Fondation Wolf. Ils sont décernés chaque année, depuis 1978, dans 6 domaines : agriculture, chimie, mathématiques, médecine, physique et arts où le prix récompense alternativement l'architecture, la musique, la peinture et la sculpture. Dans certains domaines comme la physique, ce prix est souvent considéré comme le plus prestigieux après le prix Nobel.